# Pomponne de Bellièvre
Pour les autres membres de la famille, voir Famille de Bellièvre.
Pompone de Bellièvre, ou Pomponne de Bellièvre, est un homme d'État français du XVIe siècle, issu d'une famille lyonnaise, né à Lyon en 1529, et mort à  Paris le 7 ou le 9 septembre 1607) . 
Nommé surintendant des finances par le roi Henri III, il est par ses compétences diplomatiques l'un des principaux conseillers du gouvernement. Renvoyé en septembre 1588, il est rappelé par le roi Henri IV. Il devient chancelier en 1599.

## Biographie
Issu d'une famille du patriciat lyonnais, il est le fils de Claude de Bellièvre (1487-1557), avocat, premier président du Parlement de Grenoble, antiquaire et archéologue lyonnais, auteur d'un Lugdunum priscum.
Après des études à Toulouse et à Padoue, il devient conseiller au Parlement de Chambéry, où il entame une carrière de diplomate. Faisant partie de l'entourage de Jean de Morvilliers, il côtoie progressivement le duc d'Anjou. Pomponne de Bellièvre dit de son protecteur dans une de ses lettres : Jean de Morvilliers est « le grant amy et patron ». 
Le 11 novembre 1572 il est nommé par Charles IX ambassadeur extraordinaire en Suisse et aux Grisons. Sa première mission est de justifier les massacres de la Saint-Bathélémy aupr̠ès des confédérés.  

Portrait de Pomponne de Bellièvre

En 1573, il suit le duc d'Anjou, qui vient d'être élu roi de Pologne, il en est le chef du conseil. Il suit Henri III lors de son retour en France, et y est nommé surintendant des finances. Son aisance dans la diplomatie et sa neutralité dans les affaires religieuses lui valent de rester au service du roi durant la quasi-totalité de son règne. En 1576, il est donné comme otage à Jean Casimir du Palatinat pour garantir l’exécution de l’édit de Beaulieu. Il est chargé par Henri III de diverses missions diplomatiques qui lui feront parcourir l'Europe, dont l'Angleterre où il tentera en vain d'obtenir la grâce de Marie Stuart auprès de la reine Élisabeth. En 1564, comme ambassadeur il arrive à maintenir la république des Grisons dans l'alliance française. 
En 1574, il est nommé à la surintendance, et de nouveaux règlements interviennent au Conseil du roi en matière de finances et, par le règlement du 11 août 1578, le Conseil devient le « Conseil d'État et des finances » jusqu'en 1578.  
À l'occasion de la réunion des États généraux, Henri III le congédie brutalement le 7 septembre 1588. Après 34 années de bons et loyaux service, Bellièvre doit s'exiler sur ses terres. C'est pour lui, une totale incompréhension. Selon le toscan Cavriana, il « versa d'abondantes larmes ». 
Bellièvre réintègre le gouvernement royal sous le règne d'Henri IV. En juin 1594, le roi lui confie la mission d'achever la soumission de la ville de Lyon. Il remanie le consulat en remplaçant les 12 consuls par quatre échevins ; ce qui permettra au roi de mieux contrôler les élections municipales. Chargé de police générale, il maintient la paix en protégeant la ville des dernières forces ligueuses présentes en Bourgogne.
À la mort de François d'O le 28 octobre 1594, Henri IV décide de remplacer l'office de surintendant des finances par un conseil des finances composé de neuf membres dont Pomponne de Bellièvre (les huit autres étant Henri Ier de Montmorency, Albert de Gondi, Gaspard de Schomberg, Jacques de la Grange-le-Roy, Pierre Forget de Fresnes, Philippe Hurault de Cheverny et Nicolas de Harlay, sieur de Sancy).
Il négocie avec Sillery la paix de Vervins en 1598 avec l'Espagne.
Par lettres à Blois du 2 août 1599, il est chancelier de France, charge qu'il gardera jusqu'à sa mort, mais il doit abandonner les sceaux en 1605, vu son grand âge, le roi nomme Nicolas Brûlart de Sillery, coadjuteur, dès décembre 1604. Il se confie à François de Bassompierre : « Mon ami, un chancelier sans sceaux est un apothicaire sans sucre ».
Pour reprendre une lettre du nonce Salviati dans l'œuvre de Poncet, il dit de Pomponne de Bellièvre : « Monsieur Bellièvre, homme de robe longue, du Conseil privé, et très intime avec Sa Majesté, considéré comme un excellent catholique et d'un esprit supérieur, et qui lui vaut mieux que ne le montre en apparence sa nature très paisible. »

## Descendance
Il fut père de 14 enfants dont 3 fils restés célèbres :
- Albert de Bellièvre (mort en 1621), archevêque de Lyon de 1599 à 1604.
- Claude de Bellièvre (mort en 1612), archevêque de Lyon de 1604 à 1612.
- Nicolas de Bellièvre (1583-1650), président à mortier du Parlement de Paris.
- Pomponne II de Bellièvre, 1606-1657, premier président au Parlement de Paris (1653-1657), n'est pas son fils, mais son petit-fils, fils de Nicolas de Bellièvre. Maître des requêtes (1631-1642).

## Carrière

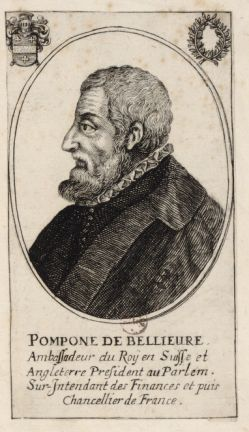
Portrait de Pomponne de Bellièvre

### Carrière lyonnaise
- 1564-1570 : lieutenant général de la sénéchaussée de Lyon.
- 1568-1571 : président du présidial de Lyon.

### Carrière nationale
- 1574-1588 : surintendant des finances,
- 1576-1580 : président à mortier du Parlement de Paris.
- 1588-1599 : superintendant (dans les faits) de la justice et des finances à Lyon.
- 1599-1607 : chancelier de France. Les sceaux lui sont retirés en 1605, mais il reste le chef du Conseil privé.

## Armoiries
D'azur à la fasce d'argent, accompagnée de trois trèfles d'or, deux en chef et un en pointe.

## Ouvrages rédigés
- Mémoires de Bellièvre et de Silleri, contenant un journal concernant la négociation de la paix traitée à Vervins, l'an 1598
- Advis aux François sur la declaration faicte par le Roy, en l'Eglise S. Denys en France, le XXV jour de juillet, 1593

### Sources
- Lettres et papiers divers de Pompone Ier de Bellièvre. (1566-1577). 483 feuillets. BNF, cote : Français 15890 [Lire en ligne sur le site de la BNF]